# 雄鶏社
株式会社雄鷄社（おんどりしゃ）は、かつて東京都新宿区築地町に本社を置いた、手芸関係の実用図書の出版を中心とした出版社。

## 概要
1945年（昭和20年）10月、武内俊三が創業。主として手芸、編み物、料理、刺繍などの婦人向けの実用図書を刊行。作家の向田邦子が在籍したことでも知られる。
年間売上高は、1985年（昭和60年）1月期には約40億円に達するも、2007年（平成19年）1月期には約23億円に落ち込む。
2009年（平成21年）4月17日に東京地裁に自己破産を申請、64年間の歴史に幕を閉じる。負債総額は12億8千万円。出版不況で売上が低迷したこと、借入金の金利負担が重かったこと、世界金融危機により借入が困難であったこと、暖冬のために売上見込みが外れたことが原因と報じられた、。
2010年（平成22年）に雄鷄社の元社員数名が編集プロダクション「株式会社リトルバード」を立ち上げた。

## 雑誌
- 紺青（1946年～1948年）
- 雄鷄通信（1946年～）
- 新家庭
- 地熱（1948年）
- 映画ストーリー（1952年～1965年）